# 林利隆
林 利隆（はやし としたか、1939年10月29日 - 2005年9月16日）は、日本のジャーナリスト・大学教員。関西大学社会学部教授・早稲田大学教育学部教授を歴任。専門分野は、ジャーナリズム論・マスコミュニケーション論・新聞学・メディア論。

## 来歴
長野県岡谷市出身。1958年長野県諏訪清陵高等学校卒業、1962年早稲田大学第一文学部哲学科卒業。日本新聞協会入社。編集部副主管、業務部副主管を経て、1977年より編集部主管。1983年に日本新聞協会研究所研究員、1986年から再び編集部主管として雑誌『新聞研究』・機関紙『新聞協会報』の編集長を務め、1988年より日本新聞協会研究所所長。1991年、同職を退任、退職。同年関西大学社会学部教授。1995年早稲田大学教育学部教授。
「石橋湛山記念早稲田ジャーナリズム大賞」の創設に関わり、また早稲田大学ジャーナリズム研究所所長として、学際的な研究活動も行う。
1983年より随時、埼玉大学、東洋大学、慶應義塾大学、関西学院大学、立教大学、東京経済大学等で非常勤講師、東京大学社会情報研究所で客員教授を務める。日本マス・コミュニケーション学会、情報通信学会、日本スポーツ社会学会、日本出版学会等の役員を歴任。
2005年9月16日、食道癌のため死去。65歳没。

## 著書
- 『戦後ジャーナリズムの思想と行動』（日本評論社）